# Clemens XIII
Clemens XIII (latin den milde), född Carlo della Torre Rezzonico 7 mars 1693 i Venedig, död 2 februari 1769 i Rom, var påve från den 6 juli 1758.

## Biografi
Carlo della Torre Rezzonico föddes i Venedig i en släkt som hade byggt upp en ansenlig förmögenhet på handel, och som hade adlats 1687. Han studerade för jesuiter i Bologna och doktorerade i rättsvetenskap vid universitetet i Padua 1713. Därefter utbildades han i diplomati vid Påvliga diplomatiska akademin i Rom. År 1716 inträdde han i kurians Signatura Justitiæ och Signatura Gratiæ, blev samma år guvernör av Rieti, av Fano 1721, och var sedan domare i Rota i republiken Venedig.
Han blev biskop av Padua 1743. Påve Clemens XII utsåg den 20 december 1737 Rezzonico till kardinaldiakon med San Nicola in Carcere som titeldiakonia. År 1747 blev han kardinalpräst och erhöll Santa Maria in Aracoeli som titelkyrka och 1755 San Marco. Han valdes till påve den 6 juli 1758 och antog påvenamnet Clemens XIII. Han visste då att han hade en svår uppgift, i och med att han hade regalismen, jansenismen, Voltaire och encyklopedisterna att kämpa mot.
Clemens XIII gynnade jesuitorden, som under hans pontifikat utdrevs ur Frankrike, Portugal, Spanien, Neapel och Sicilien, och sökte genom ett kraftigt ingripande ge orden hjälp. Clemens uppträdande mot hertigen av Parma framkallade häftiga motåtgärder från de bourbonska furstarnas sida. Frankrike besatte Avignon och Venaissin, Sicilien, Benevento och Pontecorvo. Då krisen nådde sin höjdpunkt, avled Clemens XIII av ett slaganfall.
Folket kallade honom helgon, och han använde sin förmögenhet till att hjälpa de fattiga, så att han själv ofta var utan pengar.
Clemens XIII har fått sitt sista vilorum i Peterskyrkan. Gravmonumentet utfördes av Antonio Canova.